# Culture de Rössen
La culture de Rössen est une culture du Néolithique moyen (4 650 à 4 300 av. J.-C.) centrée sur l´Allemagne. Elle doit son nom au site de Rössen, un village faisant partie de la commune de Leuna, en Saxe-Anhalt. Vers l'ouest, elle englobe la Belgique et le Nord-Est de la France, allant jusque dans l'Aisne, le Bassin parisien - où elle se confronte et semble succéder à la culture de Cerny -, le Jura, le Nord de la Suisse et une petite partie de l’Autriche.

L´extension de la culture de Rössen.

## Caractéristiques

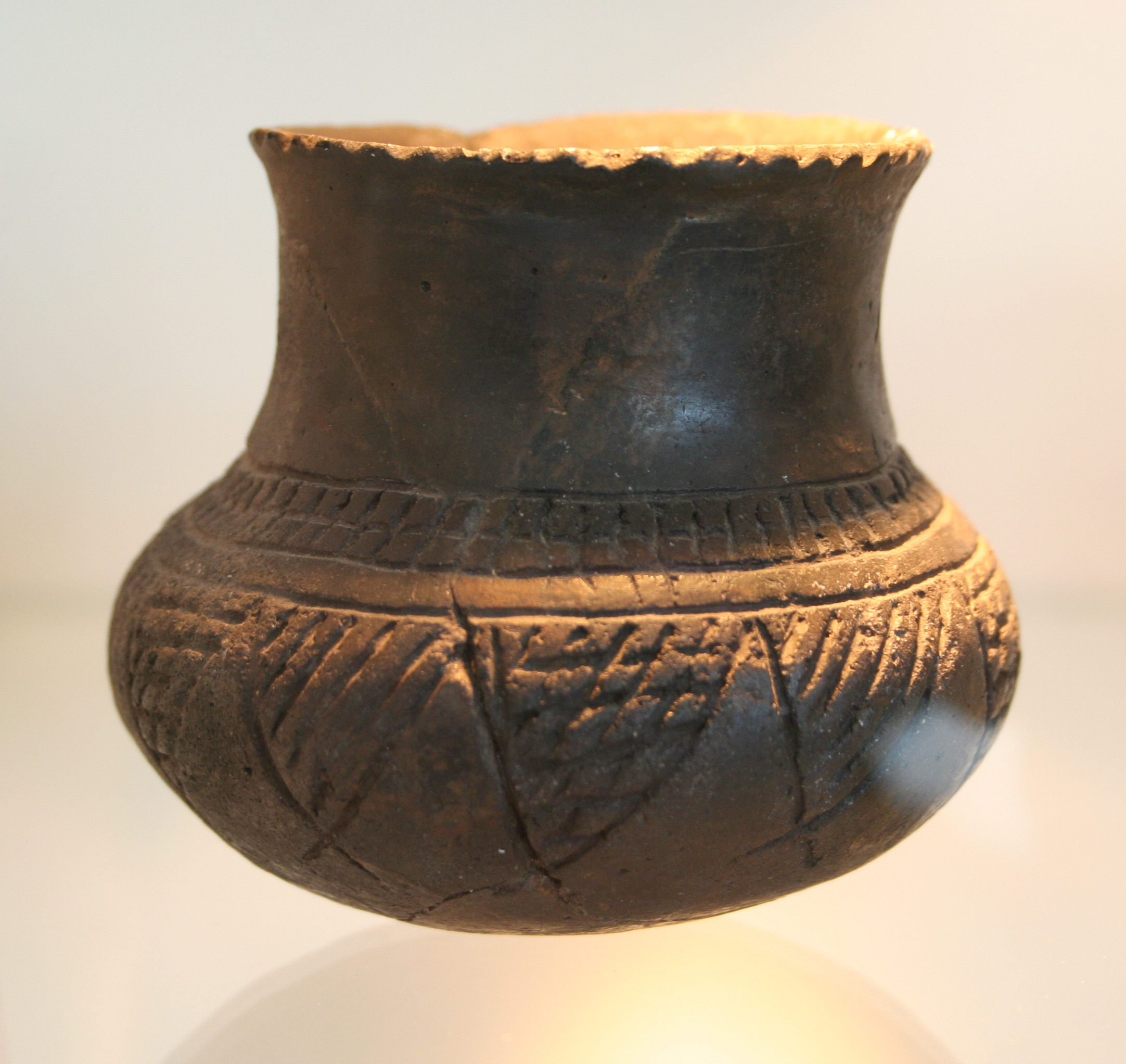
Poterie.

La céramique de Rössen est caractérisée par sa décoration faite par des doubles incisions (incisions en pied de chèvre) avec des incrustations de pâte blanche. La surface est le plus souvent brune ou gris-noir et lissée. Les objets en silex sont du même type qu'au rubané. Des établissements ont été localisés à Deiringsen-Ruploh (Soest (Allemagne)) et à Schöningen/Esbeck. Les maisons sont trapézoïdales et faisaient jusqu'à 65 m de long. Des séparations internes existaient, plusieurs petits groupes habitaient donc probablement à l'intérieur d'une maison. Certains établissements étaient entourés d'un talus en terre. La plupart se trouvent sur des tchernozioms, des terres noires.

## Pratiques funéraires

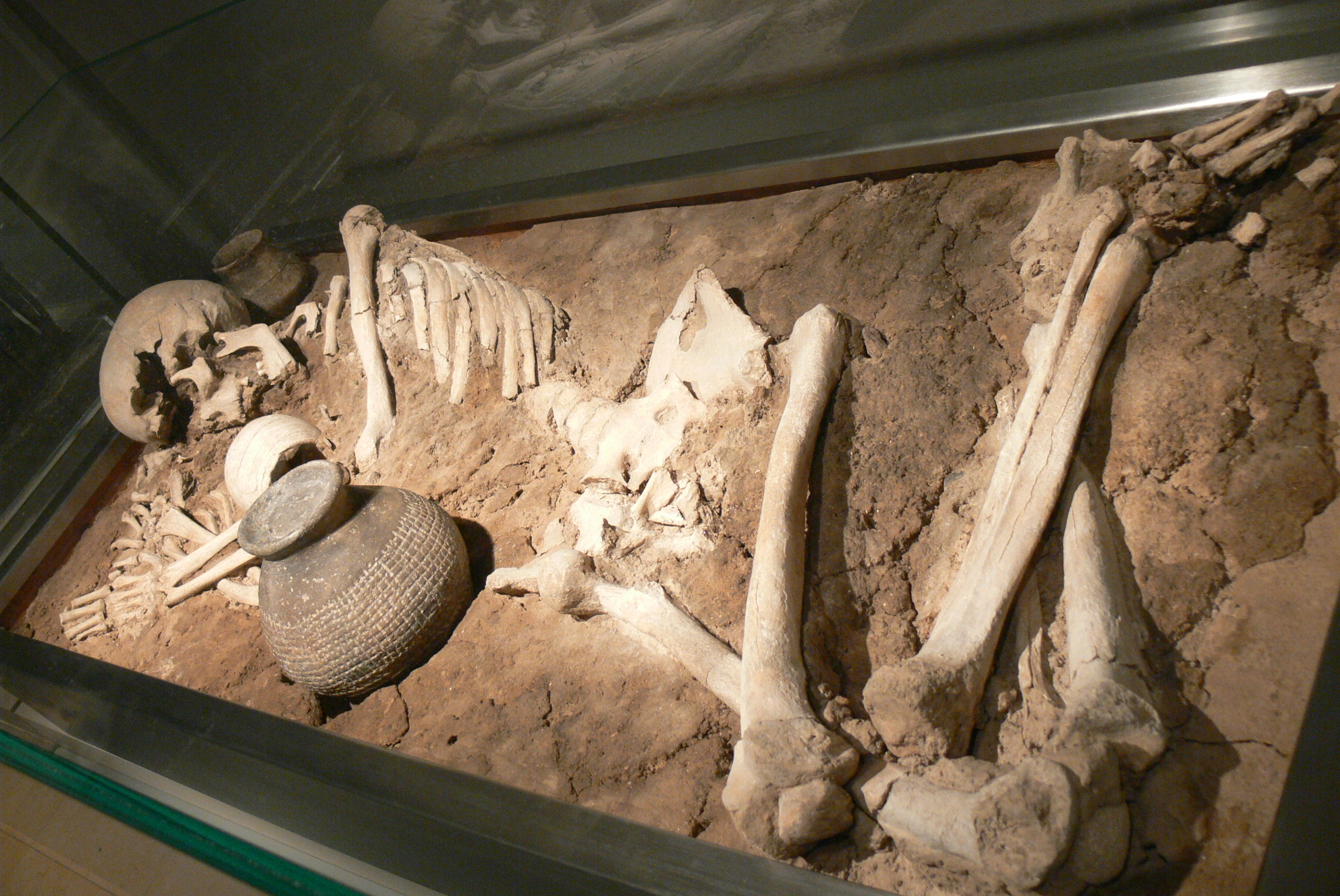
Tombeau.

Les morts sont le plus souvent enterrés en position fœtale à une profondeur de 40 à 160 cm et parfois recouverts de plaques de pierre. Ils sont placés vers l'est.
Les offrandes funéraires en céramique comprennent des tasses sur pied, des tasses globulaires, des tasses à cornes, des bols, des flasques, des amphores, des pichets et des bassins. Des anneaux de calcaire, des haches de pierre, des lames de silex et des os d'animaux sont également présents.

## Économie
Une agriculture mixte était pratiquée et les bovins, ovins, caprins et porcs étaient gardés.

## Cultures adjacentes
La culture de Rössen est précédée par la culture rubanée, avec cependant des cultures de transition (complexes de Hinkelstein, Grossgartach et Planig-Friedberg) à l'ouest de la zone d'influence. La culture de Rössen paraît s'être imposée sans concurrence : la plupart des établissements de Rössen sont pionniers et ne reprennent pas l'implantation de sites du Rubané.

### Origines et développement
- W. Meier-Arend t: Zur Frage der Genese der Rössener Kultur. In : Germania. 52/1, 1974, p. 1-15.  (ISSN 0016-8874)
- H.-J. Beier (Hrsg.) : Der Rössener Horizont in Mitteleuropa. Wilkau-Haßlau 1994.
- J. Erhardt : Rössener Kultur. In : H.-J. Beier, R. Einicke (Hrsg.) : Das Neolithikum im Mittelelbe-Saale-Gebiet. Wilkau-Haßlau 1996, p. 76-77.

### Poterie et chronologie
- H. Behrens : Die Rössener, Gaterslebener und Jordansmühler Gruppe im Mitteldeutschen Raum. Fundamenta A 3, Teil Va (Köln 1972.), 270 ff.
- J. Lichardus : Rössen – Gatersleben – Baalberge. Ein Beitrag zur Chronologie des mitteldeutschen Neolithikums und zur Entstehung der Trichterbecherkulturen. Saarbrücker Beitr. Altkde. 17 (Bonn 1976).
- K. Mauser-Goller : Die Rössener Kultur in ihrem südwestlichen Verbreitungsgebiet. Fundamenta A 3, Teil Va (Köln 1972), 231-268.
- F. Niquet : Die Rössener Kultur in Mitteldeutschland. Jahresschr. Mitteldt. Vorgesch. 26, 1937.
- H. Spatz/S. Alföldy-Thomas: Die „Große Grube“ der Rössener Kultur in Heidelberg-Neuenheim. Materialhefte Vor- und Frühgesch. Baden-Württemberg 11 (Stuttgart 1988).
- Otto Thielemann, « Eine Rössener Prachtvase von Burgdorf, Kreis Goslar », Die Kunde, Jg.9,10/1941

### Subsistance
- J. Lüning : Steinzeitliche Bauern in Deutschland - die Landwirtschaft im Neolithikum. Universitätsforschungen zur prähistorischen Archäologie 58 (Bonn 2000).
- U. Piening : Pflanzenreste Die Pflanzenreste aus Gruben der Linearbandkeramik und der Rössener Kultur von Ditzingen, Kr. Ludwigsburg. In : Fundber. Baden-Württemberg 22/1, 1998, 125-160.

### Architecture
- M. Dohrn : Neolithische Siedlungen der Rössener Kultur in der Niederrheinischen Bucht. München 1983.
- A. Jürgens : Die Rössener Siedlung von Aldenhoven, Kr. Düren. In: Rhein. Ausgrab. 19, 1979, 385-505.
- R. Kuper : Der Rössener Siedlungsplatz Inden I. Dissertations-Druck, Köln 1979.
- J. Lüning : Siedlung und Siedlungslandschaft in bandkeramischer und Rössener Zeit. In: Offa. 39, 1982, 9-33.
- H. Luley : Die Rekonstruktion eines Hauses der Rössener Kultur im archäologischen Freilichtmuseum Oerlinghausen. In : Arch. Mitt. Nordwestdeutschl. Beiheft 4. Oldenburg 1990, 31-44.
- H. Luley : Urgeschichtlicher Hausbau in Mitteleuropa. Grundlagenforschung, Umweltbedingungen und bautechnische Rekonstruktion. Universitätsforsch. prähist. Arch. 7. Bonn 1992.
- K. Günther : Die jungsteinzeitliche Siedlung Deiringsen/Ruploh in der Soester Börde. Münster 1976.

### Pratiques funéraires
- R. Dehn, « Ein Gräberfeld der Rössener Kultur von Jechtingen, Gde. Sasbach, Kr. Emmendingen. », in : Archäologische Nachr. Baden 34, 1985, p. 3-6.
- J. Lichardu s : Rössen-Gatersleben-Baalberge. Saarbrücker Beitr. Altkde 17. Bonn 1976.
- F. Niquet, Das Gräberfeld von Rössen, Kreis Merseburg, Veröff. Landesanstalt Volkheitskde. 9. Halle/S. 1938.